# Cótis I
Cótis I nasceu durante o reinado de Seutes I. Tornou-se rei após matar o rei trácio anterior Hebrizelmis. Ao ganhar o trono odrísio, os atenienses se aliaram a ele. Com o objetivo de aumentar a sua influência política, Cótis casou a sua filha com o general ateniense Ifícrates, que logo se torna a pessoa mais importante no comando do reino, depois do rei. Em algum momento, Timóteo, filho de Conon, derrotou Cótis, levando 1 200 talentos como pilhagem para o tesouro de Atenas.
Em 375 a.C., os tribálios, uma poderosa tribo trácia da região da Mésia, rebelou-se contra o reino. Uma das razões da revolta seria que os tribálios não tinham acesso aos bens de luxo, entre outros bens do sul. A rebelião cessou após a reconstrução da cidade de Pistiros.
Na revolta de Ariobarzanes contra o Império Aquemênida, Cótis se opôs aos seus aliados atenienses. Logo após, ele estaria em guerra com estes pela possessão do Quersoneso trácio (atual península de Galípoli). Foi vitorioso e, até 359 a.C., Cótis controlou toda a península Quersoneso. Neste mesmo ano, ele promove uma aliança com o novo rei da Macedônia, Felipe II. Em 358 a.C., é assassinado pelos filhos de um homem, por vingança.
Seu neto Menesteu, filho de Ifícrates, quando perguntado se ele tinha mais respeito por sua mãe ou por seu pai, respondeu que era pela mãe; como a resposta pareceu estranha, ele respondeu que, por seu pai, ele foi feito um trácio, mas por sua mãe, ele foi feito um ateniense.